# Храст у Лугу (Дервента)
Храст у Лугу је Храст лужњак који се налази у насељу Луг код Дервенте, на путу Дервента — Прњавор. Висок је око 30-50 метара. Познат је исто као Бабин храст, према Драгињи Живанић, која је живела у кући поред стабла. Обим стабла је око 6 м.
Са својом старошћу од око 350-450 година се сматра једним од најстаријих стабала на територији Републике Српске и Босне и Херцеговине. Историјски је увек представљао важну тачку за различите зборове и скупове људи, народне забаве, па чак је био и место где су планирани различити устанци. Према локалној легенди су се испод храста могли сакупити сви становници села Луг.
Пре почетка рата у БиХ је храст био заштићен као природно добро. Данас се сматра тзв. дендролошким спомеником. Редовно га посматрају професори из универзитета у Бањој Луци и Сарајева да би пратили стање стабла.